# Wenfeng, Hubei
Wenfengxiang (kinesiska: 文峰乡) är en ort i Kina. Den ligger i provinsen Hubei, i den centrala delen av landet, omkring 420 kilometer nordväst om provinshuvudstaden Wuhan. Antalet invånare är 14 021. Befolkningen består av 6 253 kvinnor och 7 768 män. Barn under 15 år utgör 12,0 %, vuxna 15-64 år 75 %, och äldre över 65 år 11,0 %.
Runt Wenfengxiang är det ganska tätbefolkat, med 86 invånare per kvadratkilometer. Närmaste större samhälle är Loutaixiang, 14,5 km norr om Wenfengxiang. I omgivningarna runt Wenfengxiang växer i huvudsak blandskog.
Genomsnittlig årsnederbörd är 1 058 millimeter. Den regnigaste månaden är augusti, med i genomsnitt 177 mm nederbörd, och den torraste är december, med 7 mm nederbörd.